# Chaînon Winston-Churchill

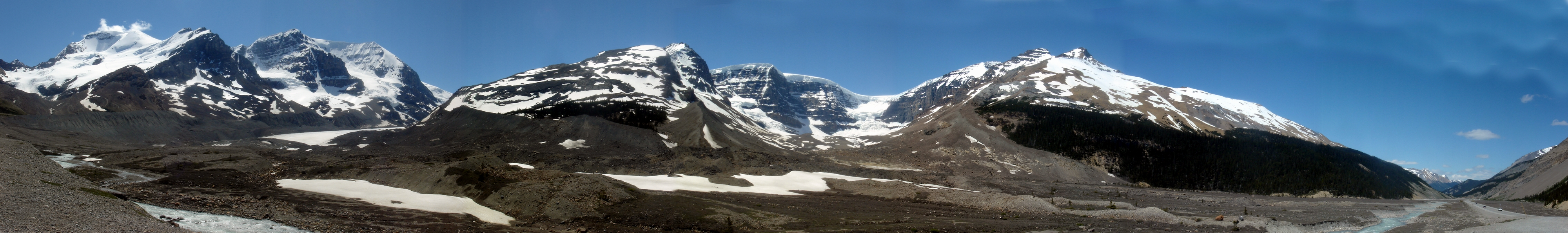
Vue du mont Athabasca, du mont Andromeda, du glacier Athabasca, du Snow Dome, du glacier Dome et du mont Kitchener.

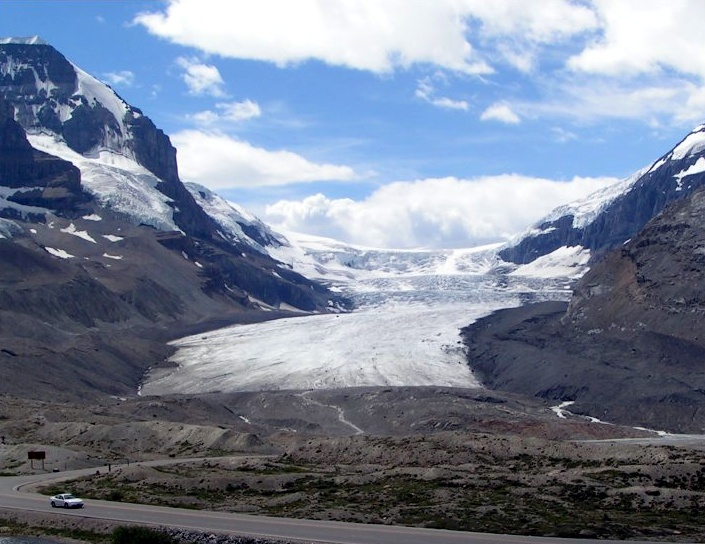
Vue du glacier Athabasca dans le chaînon Winston-Churchill.

Le chaînon Winston-Churchill (Winston Churchill Range en anglais), est une chaîne de montagnes située dans les chaînons Park (en) des Rocheuses canadiennes, en partie dans le parc national de Jasper, à la limite des provinces d'Alberta et de Colombie-Britannique. La chaîne est nommée en l'honneur de Winston Churchill, ancien Premier ministre du Royaume-Uni.
La frontière orientale de la chaîne est la rive occidentale de la rivière Sunwapta depuis la frontière du parc national de Banff et de Jasper, et s'étend au nord jusqu'aux chutes Sunwapta. La frontière occidentale de la chaîne est délimitée par la vallée de la rivière Athabasca et à l'est par Warwick Mountain. La vallée rétrécit au fur et à mesure qu'elle se rapproche de la ligne de partage des eaux continentale, et sépare le mont Columbia du mont King Edward, ce dernier ne faisant pas partie du chaînon Winston-Churchill.
La chaîne est constituée des sommets suivants :
| Sommet             | Altitude (m) |
| ------------------ | ------------ |
| Mont Columbia      | 3 747        |
| North Twin Peak    | 3 684        |
| Twins Tower        | 3 627        |
| Mont Alberta       | 3 619        |
| South Twin Peak    | 3 566        |
| Mont Kitchener     | 3 505        |
| Snow Dome          | 3 456        |
| Mont Woolley       | 3 460        |
| Stutfield Peak     | 3 450        |
| Diadem Peak        | 3 371        |
| Mont Cromwell      | 3 330        |
| Mont Engelhard     | 3 270        |
| Mont Smythe        | 3 246        |
| Mushroom Peak      | 3 210        |
| Thorington Tower   | 3 155        |
| Mont Nelson        | 3 150        |
| Mont Palmer        | 3 150        |
| Mont Gec           | 3 130        |
| Gong Peak          | 3 120        |
| Mont Adam Joachim  | 3 094        |
| Mont K2            | 3 090        |
| Mont Weiss         | 3 090        |
| Mont Mitchell      | 3 040        |
| Mont Morden Long   | 3 040        |
| Mont McGuire       | 3 030        |
| Mont Confederation | 2 969        |
| Little Alberta     | 2 956        |